# Pirâmide de Ha! Ha!

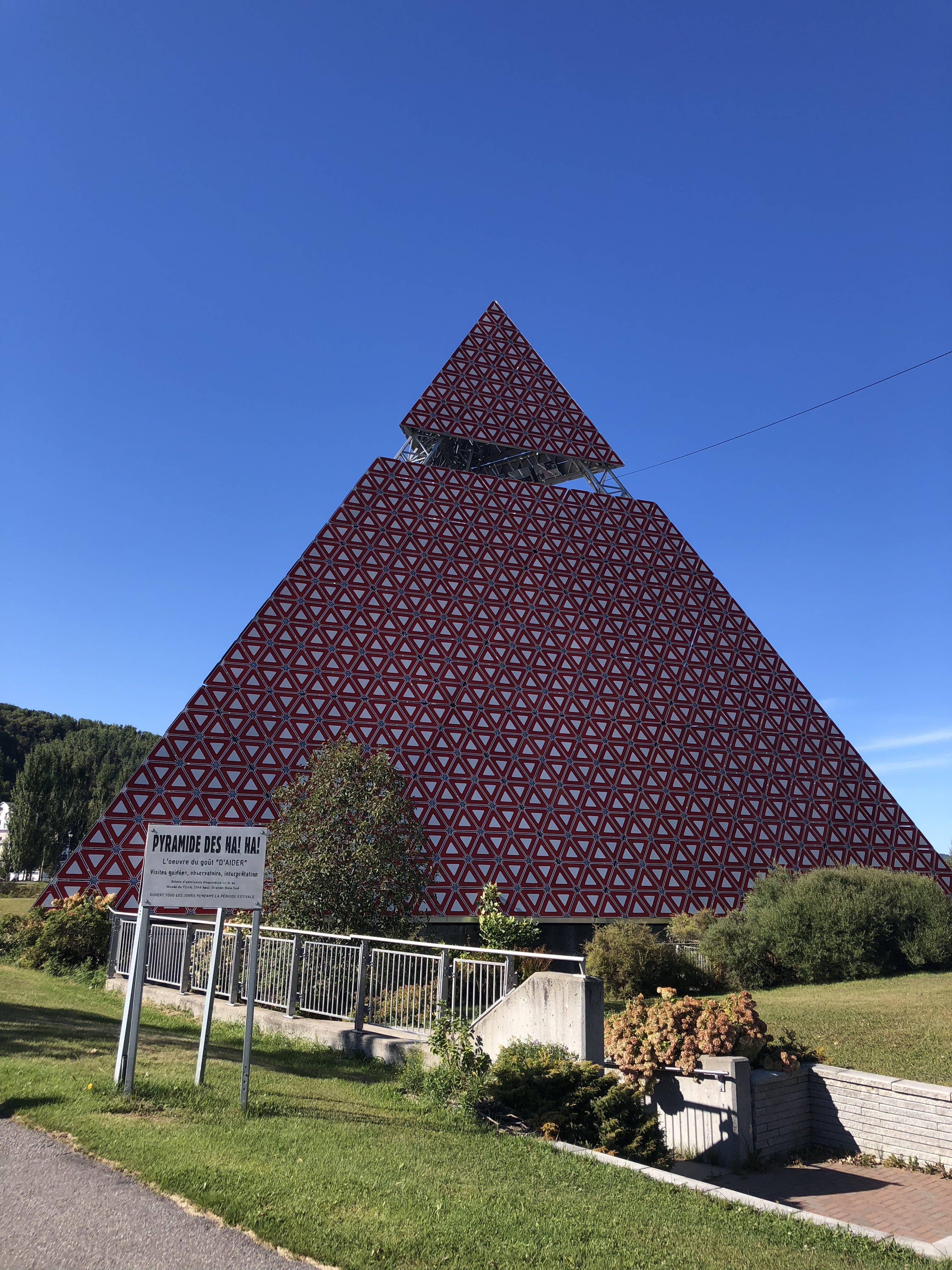
Pirâmide de Ha! Ha! em 2018

A Pirâmide de Ha! Ha! (francês: Pyramide des Ha! Ha!) é um monumento de arte contemporânea que foi construída em rememoração da enchente de Saguenay, em 1996. Localizado no distrito de La Baie, em Saguenay, na província canadense de Quebec, a pirâmide foi nomeada pela proximidade do Rio Ha! Ha!. Concebido como forma de terapia para ajudar residentes em se recomporem dos eventos traumáticos da inundação, o monumento é coberto por 3 mil sinais de cedência de passagem, devido às similaridades das palavras francesas para "ceder" (céder [se.de]) e "ajudar-se mutualmente" (s'aider [sɛ.de]).

## História
As vizinhanças da Grande-Baie sofreram fortes danos ocasionados por uma enchente em 1996. Dez pessoas morreram e 12 mil a 16 mil residentes foram deslocados. Cerca de 500 a 800 imóveis foram destruídos e mais de 1.200 danificados. As estimativas dos danos variaram de 300-700 milhões de dólares canadenses.
O projeto foi, portanto, visto como uma forma de terapia para ajudar residentes a se recomporem dos eventos traumáticos da enchente, e para revitalizar a área através da construção de uma nova atração turística e artística. Um grupo de cidadãos locais formaram o Comitê de Restauração de Ha! Ha! colocando em frente a ideia de uma nova instalação de arte enquanto buscavam ajuda do artista local Jean-Jules Soucy. Soucy submeteu um design contemporâneo que poderia expressar tanto "originalidade, quanto um senso de humor".
O projeto visava pela total restauração do Rio Ha! Ha!, em cujas margens o monumento está situado, e a construção de um novo parque público na área onde ficava uma ponte, que iria conter uma pirâmide de 21 metros de altura e uma área para apresentações públicas.
O custo do projeto foi estimado em C$ 2 milhões, e foi finalizado em várias etapas. O parque de Ha! Ha! foi completado em 1998 por um total de C$ 1,3 milhão, e foi oficialmente inaugurado durante Festival de Lac-Saint-Jean de 2000. O financiamento foi alcançado através de uma parceria público-privada, incluindo uma campanha de arrecadação que reuniu C$ 300 mil. Finalmente, em 2005, uma praça pública foi completada próximo ao projeto sob o custo de C$ 35 mil.

## Descrição
A pirâmide é uma estrutura de alumínio com 21 metros de altura coberta por 3 mil sinais de cedência de passagem com revestimento reflexivo padrão. O desenho dos sinais foi observado por Soucy como sendo similar ao delta grego (Δ). Os sinais têm o significado de encorajar as pessoas em ajudarem-se mutalmente, já que a palavra francesa para "ceder" (céder) é pronunciada da mesma forma em s'aider, significando "ajudar-se mutualmente".
Uma escadaria central providencia acesso para o deque de observação que permite a vista de porção do Ha! Ha! do vale do Rio Saguenay. Nas paredes internas da pirâmide há uma série de placas dedicadas às famílias locais com os nomes gravados daqueles que foram diretamente afetados pelo dilúvio.

## Reconhecimento
Em 2007, a pirâmide foi uma das três finalistas para o "prêmio do novo desenvolvimento" da Les Arts et la Ville, uma organização sem fins lucrativos que auxilia na vida artística e cultural de pequenas municipalidades.